# Dinantse koek

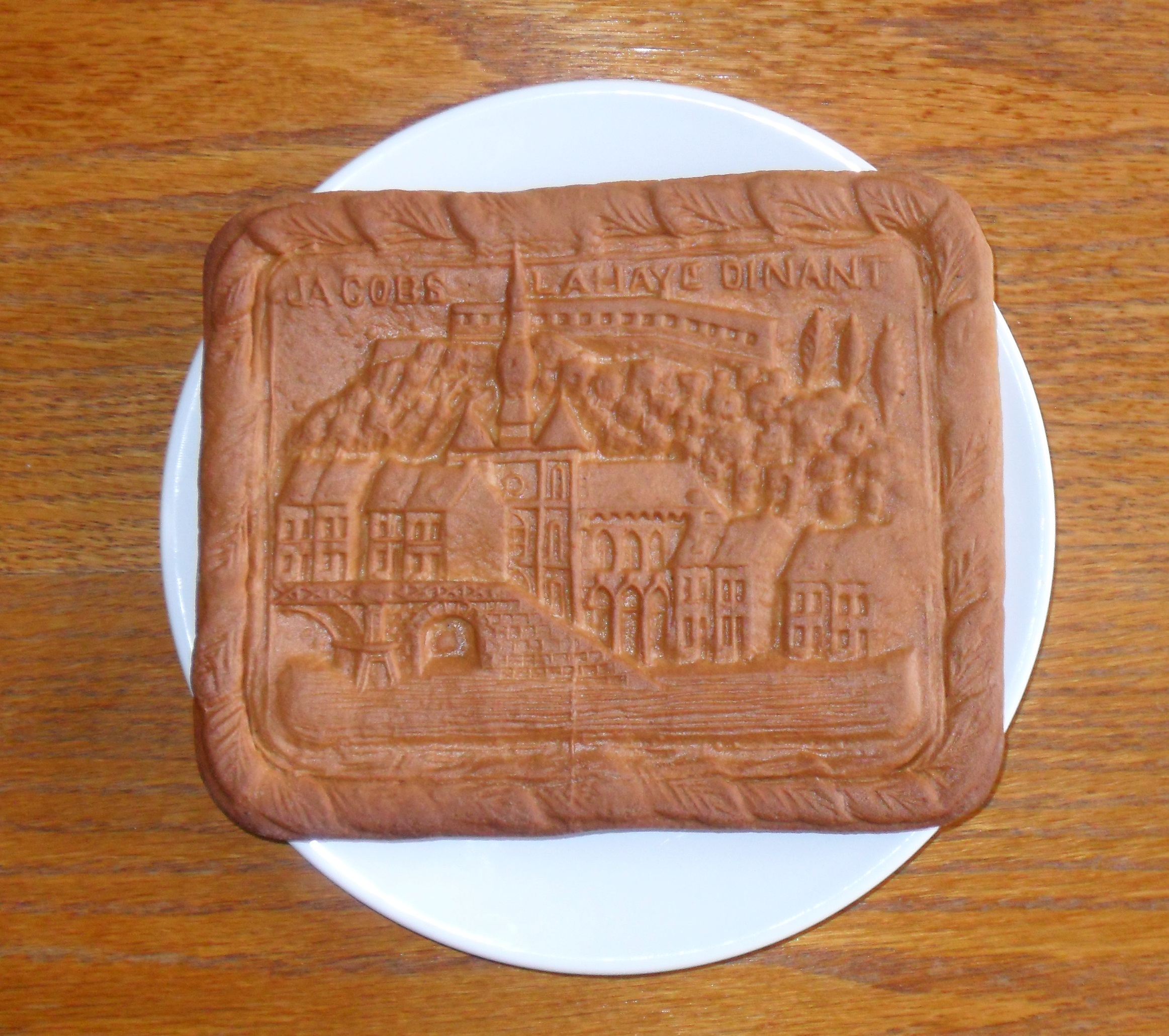
Een Dinantse koek

Dinantse koek (Frans: couque de Dinant) is een specialiteit van de Waalse stad Dinant. 
Volgens de legende gaat de bereiding van de koek terug op het beleg van de stad door Karel de Stoute in 1466, toen de inwoners van Dinant een soort deeg bedachten omdat zij slecht geproviandeerd waren. Dit zware deeg drukten zij in de mallen van de koperslagers en zo verkregen zij allerlei ontwerpen. In werkelijkheid is de koek pas vanaf de 18e eeuw gedocumenteerd.
De koek wordt vervaardigd uit tarwebloem en pure honing volgens een recept dat van generatie op generatie wordt doorgegeven. Door de hardheid van de koek slagen veel mensen er niet in om hem te eten. Zelfs in de koffie blijft de Dinantse koek zeer hard. Even in de magnetron wordt de koek iets zachter en beter eetbaar. 
Hij wordt gebakken in bakvormen van perenhout, notenhout of beukenhout in fijne reliëfs. Zo wordt de Dinantse koek vaak als sierstuk aan de muur gehangen, in verschillende voorstellingen: dieren, personen, bloemmotieven, stadstafereeltjes enzovoort.